# Benny Andersson

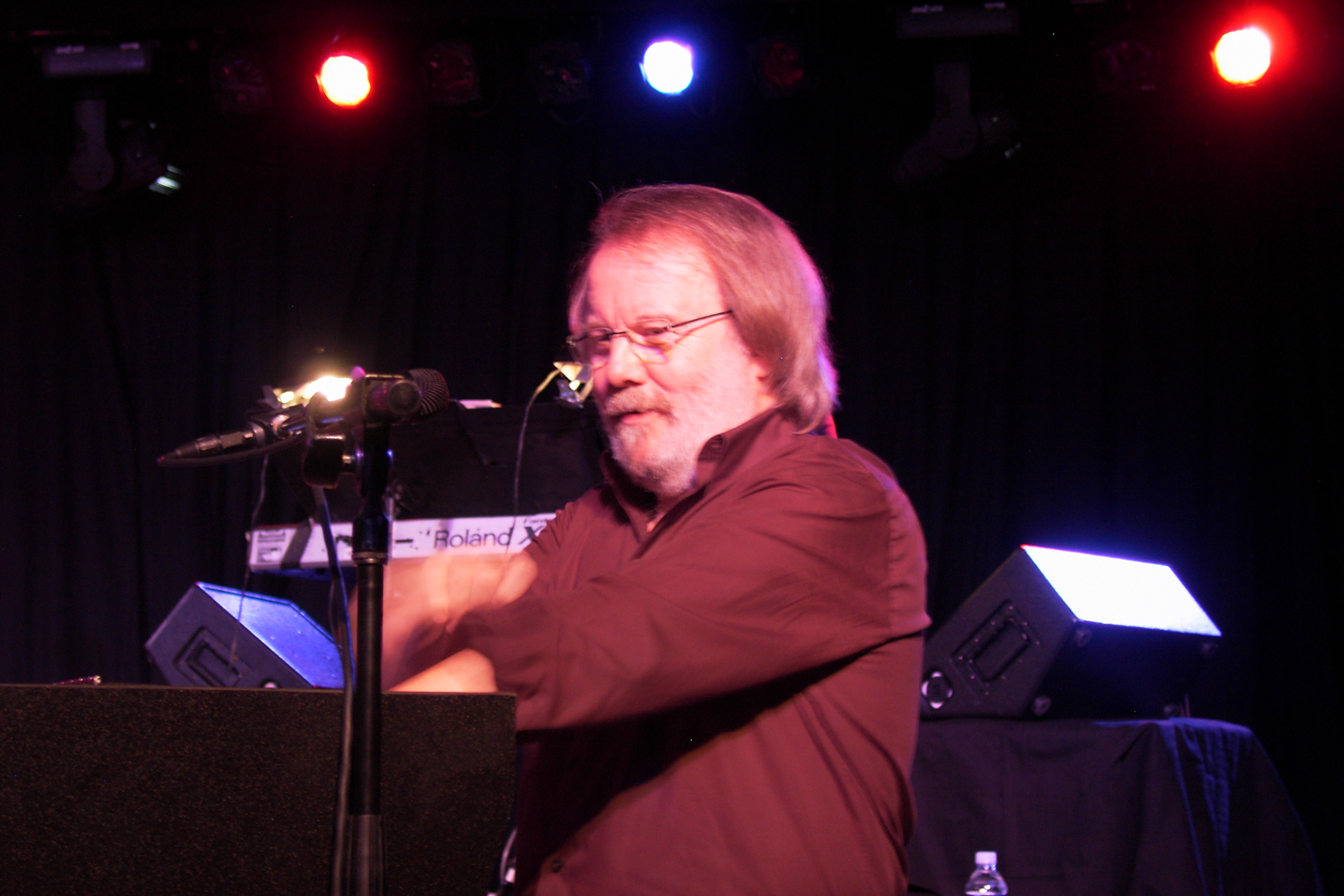
Benny Andersson v roce 2006

Benny Andersson, rodným jménem Göran Bror Benny Andersson (* 16. prosince 1946 Stockholm) je švédský hudební skladatel, producent, zpěvák, textař, hráč na klávesové nástroje a syntezátory, akordeon a příležitostně kytaru. Je stále členem skupiny ABBA.

## Životopis
Benny Andersson se poprvé oženil v r. 1963 s Christina Grönvall, s níž měl dvě děti - Peter Grönwall (* 1963) a Heléne Odedal (* 1965). Rozešli se v roce 1968. V letech 1978-1981 byl ženatý s Anni-Frid Lyngstadovou. V r. 1981 si vzal Monu Nörklit. Mají syna Ludviga Anderssona (* 1982). Manželé žijí ve Villa Lido på Djurgården ve Švédsku. Oba synové jsou hudebníci. Peter je mj. zakladatelem skupiny One More Time (a ženatý s Nanne Grönwall, zpěvačkou skupiny) .
Benny od dětství hrál na akordeon.

## Kariéra
Mezi lety 1964 a 1969 působil v kapele Hep Stars. 
V letech 1984-2012 získal 24 různých hudebních cen (např. 6krát Grammy).
V letech 1977 - 2015 se podílel na celkem 9 filmech. Významně se podílel na natáčení filmu Mamma Mia!, který vznikl na motiv stejnojmenného muzikálu, který společně se svým přítelem a kolegou Björnem Ulvaeusem napsali v letech 1998–1999. Další jejich společný muzikál nese jméno Kristina från Duvemåla ("Kristina z (vesnice) Duvemåla") a hraje se ve švédštině a angličtině. Je napsán na motivy literárního díla Vystěhovalci švédského spisovatele Vilhelma Moberga a pojednává o velkém problému švédského národa spojeného s vystěhováním několika set tisíc Švédů do Ameriky v důsledku neúrody a bídy ve Švédsku v polovině 19. století. I před veškerou truchlivou atmosféru a smutný příběh má muzikál nádherné melodie a texty.

### ABBA
V roce 1972 vznikla ABBA, která je považována za jednu z nejúspěšnějších hudebních skupin všech dob. Skupinu tvoří čtyři členové, Benny Andersson (zpěv, klávesy), Björn Ulvaeus (zpěv, kytara), Agnetha Fältskog (zpěv) a Anni-Frid Lyngstad (zpěv).